# Парантака Віранараяна
Парантака Віранараяна — індійський правитель (віранараянан) з династії Пандья. Відомий також як Парантакапандіян

## Життєпис
Другий син володаря Шрімари Шріваллабхи. Після загибелі 880 року старшого брата Варагунавармана II посів трон. Одружився з Ванаваною Махадеві, донькою правителя Конгу (гілки династії Чера). На її честь названо місто Черамадеві (в сучасному окрузі Тірунелвелі).
Спільно з військами Чера тривалий час воював проти Чола. Здобув перемогу у битві під Карагірі та зруйнував місто Пеннакаду. Відомо також, що звів фортецю в Ухрагірі, яка перетворилася на важливий культовий та торгівельний центр. Помер близько 900 року. Йому спадкував син Мараварман Раджасімха II.